# Sailly-lez-Cambrai
Sailly-lez-Cambrai är en kommun i departementet Nord i regionen Hauts-de-France i norra Frankrike. Kommunen ligger i kantonen Cambrai-Ouest som tillhör arrondissementet Cambrai. År 2022 hade Sailly-lez-Cambrai 416 invånare.

## Befolkningsutveckling
Antalet invånare i kommunen Sailly-lez-Cambrai
| Referens: INSEE |